# Dabo (rappeur)
Pour les articles homonymes, voir Dabo (homonymie).
Dabo (ダボ, Dabo) est un rappeur japonais. 
Il est tout d'abord apparu sur la scène hip-hop dans les années 90, collaborant avec Shakkazombie sur la chanson, Tomo ni ikkō.
En 1997 il devient un membre du groupe Nitro Microphone Underground. En 1999 il sort son premier single, Mr. Fudatzkee. En 2001, il devient le premier artiste japonais à signer sur le label américain Def Jam Japan. La même année, il fait ses débuts sortant son premier album Platinum Tongue qui se classe à la 15e position du classement japonais Orikon des meilleures ventes d'albums. 
En plus de ses albums solo, Dabo a collaboré avec différents artistes aussi bien dans le milieu du rap (par ex. : zeebra) que celui de la musique pop (par ex. : Namie Amuro). Dabo est aussi présent dans la version japonaise du jeu vidéo Def Jam Vendetta et sur la bande originale du film Fast and Furious) avec le morceau Lexxxusgucci. À noter que Dabo a fondé son propre label Baby Mario Production et que ses nouveaux morceaux et album sont produits sous ce dernier.

## Discographie
| Solo Albums | Solo Albums                                                | Solo Albums               |
| Année       | Title                                                      | Label                     |
| ----------- | ---------------------------------------------------------- | ------------------------- |
| 2001        | Platinum Tongue (CD, analog)                               | Def Jam Japan (UICJ-1002) |
| 2002        | Hitman (CD, analog)                                        | Universal Music           |
| 2003        | Diamond (CD, analog)                                       | Universal Music           |
| 2006        | The Force (CD, analog)                                     | Toshiba EMI               |
| Mixtapes    |                                                            |                           |
| 2007        | DABO Presents B.M.W. -BABY MARIO WORLD- Vol 1 (CD, analog) | Baby Mario Production     |

| Solo Singles | Solo Singles                                                 | Solo Singles              |
| Year         | Title                                                        | Label                     |
| ------------ | ------------------------------------------------------------ | ------------------------- |
|              | Mr. Fudatzkee (analog)                                       |                           |
| 2000         | Supadondada (CD, analog)                                     | Reality (RLTCD-002)       |
| 2001         | Hakushukassai (applause) (CD, analog)                        | Def Jam Japan (UICJ-5001) |
| 2001         | Zero (CD, analog)                                            | Def Jam Japan (UICJ-5002) |
| 2001         | Pinky~dakara, sono te o hanashite ~ Feat. Tyler (CD, analog) | Def Jam Japan (UICJ-5003) |
| 2001         | Lexxxusgucci (CD, analog)                                    | Def Jam Japan (UICJ-5005) |
| 2002         | D.A.B.O. (CD, analog)                                        | Def Jam Japan (UICJ-5008) |
| 2002         | Ai wa Automa (Love is a car) Feat.Hi-D (CD, analog)          | Def Jam Japan (UICJ-5010) |
| 2002         | Nee-D (Lady) Feat. Lisa (CD, analog)                         | Def Jam Japan (UICJ-5013) |
| 2003         | Clap Ya Hands (CD)                                           | Def Jam Japan (UICJ-5022) |
|              | Chosen One Feat. Chosen Lee (analog)                         |                           |

| Collaborations | Collaborations | Collaborations             |
| Year           | Title & Artist | Label                      |
| -------------- | --- | -------------------------- |
| 1997           | Tomo ni Ikkou -version pure- Shakkazombie feat. Gore-Tex, Suiken, Dabo, Macka-chin | Cutting Edge (CTCR-14082)  |
| 1998           | Premium Magic Dabo | Polystar (PSCR-5697)       |
| 1998           | Break Point DJ Sachiho feat. AKEEM DA MANAGOO, Dabo, Goku, K-BOMB, ZEEBRA | Gauss (GACR-2003)          |
| 1998           | L'Adieu Tina feat. Dabo | Tokuma (TKCA-71712)        |
| 1999           | 64 BARS RELAY Shakkazombie feat. Dabo, XBS, Suiken (on JOURNEY OF FORESIGHT) | Cutting Edge (CTCR-14134)  |
| 2000           | Liquid of Love Tyler feat. Dabo | BMG (FHCB-5002)            |
| 2000           | Taboo -Fore Play Mix DJ Hasebe feat. Momoko Suzuki, Dabo | Warner (WPC6-10070)        |
| 2000           | 33:25 (Wussup Tokyo!?) Dabo & Buckwild (on Syncronicity 2nd Session) | Future Shock (PSCR-5870)   |
| 2000           | Dialogue Goku feat. Dabo | Ai Network (EWCC-86502)    |
| 2000           | Akugi Deli feat. Gore-Tex, Suiken, S-Word, Dabo (on Aquarius) | Reality (RLTCD-006)        |
|                | 3 Oze Hardway P.H. feat. Dabo, Mummy-D |                            |
| 2000           | Relax Matha F*ka G.K. Maryan feat. Gore-Tex, Macka-chin, Dabo, Suiken, Gama | Entsutsu (ERCD-2002)       |
| 2000           | Daisan Ninja Kieru Makyuu feat. Dabo | Daisan Ninjya (D3N-CD-001) |
| 2000           | Ketatsu(?) Tokyo DJ Oasis feat. Dabo, S-Word (on Tokyo Desert) | SME (AICT-1274)            |
| 2000           | Queens IS (Remix) LL Cool J feat. Dabo | Def Jam (UICD-6011)        |
| 2000           | Nitro Microphone Underground Nitro Microphone Underground | Def Jam Japan (UICJ-1001)  |
| 2001           | Dear Sweet Love -Afterglow Version Kaana feat. Dabo | Toshiba EMI (TOCT-4274)    |
| 2001           | Shonan Hustler 2 Zeebra feat. Dabo, Uzi, G.K.Maryan | Future Shock (PSCR-5987)   |
| 2001           | Tekitou a.k.a Shunkashuutou Macka-chin feat. S-Word, XBS, Dabo, Bigzam, Gore-Tex, Suiken, Deli (on CHIN ATTACK) | Reality (RLTCD-007)        |
| 2001           | Honey Love (Hot) DJ Masterkey feat. Dabo (on Daddy's House Vol.1) | Life (LECD-10001)          |
| 2001           | Brotherhood Kawabata and Dabo (on The Way We Are) | Defstar (DFCL-1052)        |
| 2001           | In My World Dabo feat. Pushim | KI/OON (KSCL-423)          |
| 2001           | Jolty Floor (Live at DBEB) Eternal B and Dabo (on ESDN) | Warner Indies (WINN-82091) |
|                | It's Okay Shakkazombie feat. Dabo |                            |
|                | Are You Ready for D Deli feat. Dabo (on Kuchiguruma) |                            |
|                | Nani Hoshii? Soul Scream feat. Dabo |                            |
|                | Nitemare DJ Masterkey feat. Dabo, Suiken, Deli, Bigzam |                            |
|                | Midnight Kingdom DJ Hazime feat. Big Dick Bruna a.k.a. Dabo, Bigzam, C.T (on Harlem ver.1.0) |                            |
|                | Let Me Ge-ology feat. Dabo and Truth Enola |                            |
|                | Do or Die Q and Dabo |                            |
|                | One Shot 1 Kiri Gagle feat. Dabo |                            |
|                | Two Timing Tyler feat. Big-O and Dabo |                            |
|                | ? Tsutchie feat. Dabo |                            |
| 2003           | Winding Road BoA feat. Dabo |                            |
| 2003           | Sing my Life Suite Chic feat. Dabo |                            |
|                | Keep Rollin Ozrosaurus feat. Dabo and Uzi |                            |
|                | I Wanna Know You (J.J. remix) Pushim feat. Dabo (on Dancehallic) |                            |
|                | Customize Mabo(=Macka-chin + Dabo) (on 3 on 3) |                            |
|                | The Shwing Lisa feat. Dabo |                            |
|                | Koko ni Touch! D.O.I. feat. Dicky-Dee a.k.a. Dabo, Pushim |                            |
|                | In Da Club (Bounce with Me) DJ Yutaka feat. Dabo |                            |
|                | Koko Tokyo Aquarius feat. Big-O, Dabo, S-Word |                            |
|                | Training Day Ganxsta D.X feat. Dabo, DJ Toshiki |                            |
|                | Big Bangz S-Word feat. Deli, Dabo, Macka-chin, Gore-Tex, Suiken, Bigzam, XBS (on STAR ILL WARZ) |                            |
| 2003           | Playboy AI feat. Dabo |                            |
|                | Twisted Galazy Revolver Flavour feat. Dabo, Low-IQ-01 |                            |
|                | It's My Turn (Fight !!!) Dabo |                            |
|                | Who Dat? aile feat. Dabo |                            |
|                | Big Shit Kieru Makyuu feat. Dabo, Youth |                            |
|                | Ya Heard!? Pt.2 Sphere of Influence feat. Dabo & Tokona-X |                            |
|                | What's going on HI-D feat. Dabo, Twigy & DJ Beat |                            |
|                | Unstoppable Equal feat. Dabo |                            |
|                | One (Remix) XBS feat. Bigzam, Dabo, Deli, Gore-Tex |                            |
|                | 21MC Romero SP feat. Triptik, F.U.T.O, Maccho, Akitaken Dobuana, MC Q, Den, Buck Town Yas, Smooth B, MC Poppo, Luna, Dirty Harry Potter, Afra, Hannya, Rude Boy Face, Dabo, 565, Masaru, Uzi, Zeebra, E.G.G. Man, Chada Man |                            |
|                | Put Your Fist Up Maguma MC'S feat. Dabo |                            |
|                | HOW WE LOW ~who the finest. who the biggest~ Tokona-X feat. Dabo, Bigzam, Mr.Oz |                            |
|                | O.P.D. Michico feat. Dabo and Mikris |                            |
|                | Ring My Bell Tyler feat. Dabo |                            |
|                | Thunder Break Beats Kaminari-Kazoku. feat. AI, Habiscream, Dabo |                            |
|                | Put Ya Hands Up Romero SP feat. Dabo |                            |
|                | This Is How We Do DJ Celory a.k.a. Mr.Beats feat. Dabo, HI-D |                            |
|                | CHECK MATE SSG feat. Dabo |                            |
|                | Wick-Wick-Wack (Pop Killa 2004) Illicit Tsuboi feat. F-deezee a.k.a. Dabo, Mikris |                            |
|                | Platinum # HGSP feat. Dabo, 4WD |                            |
|                | Party Up Home Grown feat. Dabo |                            |
|                | Hot Dance Hall Corn Head feat. Dabo, Akitaken Dobuana |                            |
|                | Toriitomento Kreva feat. Dabo, Cuezero |                            |